# 陸上自衛隊の普通科部隊
陸上自衛隊の普通科部隊（りくじょうじえいたいのふつうかぶたい）は、主として普通科職種の陸上自衛隊員で編成される部隊である。

## 普通科連隊
普通科連隊（ふつうかれんたい）は、師団等隷下の普通科部隊である。第1から第52までの52個の番号付き連隊と水陸両用部隊、教導部隊が編成されている。過去には方面隊直轄の連隊が西部方面隊に編成されていた。

### 師団隷下の普通科連隊の一覧

#### 地域配備師団の普通科連隊
第1師団、第3師団の普通科連隊には、1個普通科中隊が増強されている。
- 第1普通科連隊（練馬駐屯地）第1師団：5個普通科中隊、1個重迫撃砲中隊基幹
- 第5普通科連隊（青森駐屯地）第9師団：4個普通科中隊、1個重迫撃砲中隊基幹
- 第7普通科連隊（福知山駐屯地）第3師団：5個普通科中隊、1個重迫撃砲中隊基幹
- 第14普通科連隊（金沢駐屯地）第10師団：4個普通科中隊、1個重迫撃砲中隊基幹
- 第16普通科連隊（大村駐屯地）第4師団：4個普通科中隊、1個重迫撃砲中隊基幹
- 第21普通科連隊（秋田駐屯地）第9師団：4個普通科中隊、1個重迫撃砲中隊基幹
- 第32普通科連隊（大宮駐屯地）第1師団：5個普通科中隊、1個重迫撃砲中隊基幹
- 第34普通科連隊（板妻駐屯地）第1師団：5個普通科中隊、1個重迫撃砲中隊基幹
- 第33普通科連隊（久居駐屯地）第10師団：4個普通科中隊、1個重迫撃砲中隊基幹
- 第35普通科連隊（守山駐屯地）第10師団：4個普通科中隊、1個重迫撃砲中隊基幹
- 第39普通科連隊（弘前駐屯地）第9師団：4個普通科中隊、1個重迫撃砲中隊基幹
- 第36普通科連隊（伊丹駐屯地）第3師団：5個普通科中隊、1個重迫撃砲中隊基幹
- 第37普通科連隊（信太山駐屯地）第3師団：5個普通科中隊、1個重迫撃砲中隊基幹
- 第40普通科連隊（小倉駐屯地）第4師団：4個普通科中隊、1個重迫撃砲中隊基幹
- 第41普通科連隊（別府駐屯地）第4師団：4個普通科中隊、1個重迫撃砲中隊基幹

#### 機動師団の普通科連隊
- 第12普通科連隊 （国分駐屯地）第8師団：4個普通科中隊、1個重迫撃砲中隊基幹
- 第20普通科連隊（神町駐屯地）第6師団：4個普通科中隊、1個重迫撃砲中隊基幹
- 第25普通科連隊（遠軽駐屯地）第2師団：4個普通科中隊、1個重迫撃砲中隊基幹
- 第26普通科連隊（留萌駐屯地）第2師団：4個普通科中隊、1個重迫撃砲中隊基幹
- 第43普通科連隊 （都城駐屯地）第8師団：4個普通科中隊、1個重迫撃砲中隊基幹
- 第44普通科連隊（福島駐屯地）第6師団：4個普通科中隊、1個重迫撃砲中隊基幹

#### 機甲師団の普通科連隊
装甲車両により機械化されている。
- 第11普通科連隊（東千歳駐屯地）第7師団：6個普通科中隊、1個重迫撃砲中隊基幹

### 旅団隷下の普通科連隊の一覧

#### 地域配備旅団の普通科連隊
普通科連隊（軽）であり、師団の普通科連隊と比べて普通科中隊1個と重迫撃砲中隊が削減されている。第51普通科連隊のみ重迫撃砲中隊が増強されている。
- 第8普通科連隊（米子駐屯地）第13旅団：3個普通科中隊基幹
- 第17普通科連隊（山口駐屯地）第13旅団：3個普通科中隊基幹
- 第46普通科連隊（海田市駐屯地）第13旅団：3個普通科中隊基幹
- 第51普通科連隊（那覇駐屯地）第15旅団：3個普通科中隊、1個重迫撃砲中隊基幹

#### 機動旅団の普通科連隊
普通科連隊（軽）であるが、本州配備の普通科連隊には旅団固有の野戦特科部隊が無いため、重迫撃砲中隊が増強されている。
- 第2普通科連隊（高田駐屯地）第12旅団：3個普通科中隊、1個重迫撃砲中隊基幹
- 第4普通科連隊（帯広駐屯地）第5旅団：3個普通科中隊基幹
- 第13普通科連隊（松本駐屯地）第12旅団：3個普通科中隊、1個重迫撃砲中隊基幹
- 第18普通科連隊（真駒内駐屯地）第11旅団：3個普通科中隊基幹
- 第27普通科連隊（釧路駐屯地）第5旅団：3個普通科中隊基幹
- 第28普通科連隊（函館駐屯地）第11旅団：3個普通科中隊基幹
- 第30普通科連隊（新発田駐屯地）第12旅団：3個普通科中隊、1個重迫撃砲中隊基幹
- 第50普通科連隊（高知駐屯地）第14旅団：3個普通科中隊、1個重迫撃砲中隊基幹

### 方面混成団隷下の普通科連隊の一覧
師団の普通科連隊に準じた編制のコア部隊となっている。一部の連隊は、隷下の普通科中隊を別駐屯地に配置している。
- 第19普通科連隊（福岡駐屯地）西部方面混成団：4個普通科中隊、1個重迫撃砲中隊基幹
- 第24普通科連隊（えびの駐屯地）西部方面混成団：4個普通科中隊、1個重迫撃砲中隊基幹
- 第31普通科連隊（武山駐屯地）東部方面混成団：5個普通科中隊、1個重迫撃砲中隊基幹
- 第38普通科連隊（多賀城駐屯地）東北方面混成団：4個普通科中隊、1個重迫撃砲中隊基幹
  - 第3普通科中隊（八戸駐屯地）
  - 第4普通科中隊（八戸駐屯地）
- 第47普通科連隊（海田市駐屯地）中部方面混成団：4個普通科中隊、1個重迫撃砲中隊基幹
  - 第1普通科中隊（善通寺駐屯地）
- 第48普通科連隊（相馬原駐屯地）東部方面混成団：4個普通科中隊、1個重迫撃砲中隊基幹
- 第49普通科連隊（豊川駐屯地）中部方面混成団：5個普通科中隊、1個重迫撃砲中隊基幹
- 第52普通科連隊（真駒内駐屯地）北部方面混成団：4個普通科中隊、1個重迫撃砲中隊基幹
  - 第2普通科中隊（旭川駐屯地）
  - 第3普通科中隊（帯広駐屯地）

### 水陸機動連隊の一覧
- 第1水陸機動連隊（相浦駐屯地）水陸機動団：3個普通科中隊、対戦車中隊基幹
- 第2水陸機動連隊（相浦駐屯地）水陸機動団：3個普通科中隊、対戦車中隊基幹
- 第3水陸機動連隊（竹松駐屯地）水陸機動団：3個普通科中隊、対戦車中隊基幹

### 教導部隊の普通科連隊
- 普通科教導連隊（滝ケ原駐屯地）富士教導団：4個普通科中隊、1個重迫撃砲中隊基幹

### 即応機動連隊に改編された普通科連隊の一覧
- 第3普通科連隊（名寄駐屯地）第2師団：4個普通科中隊、1個重迫撃砲中隊基幹。2022年3月16日、第3即応機動連隊に改編。
- 第6普通科連隊（美幌駐屯地）第5旅団：3個普通科中隊基幹。2023年3月16日、第6即応機動連隊に改編。
- 第10普通科連隊（滝川駐屯地）第11旅団：3個普通科中隊基幹。2019年3月26日、第10即応機動連隊に改編。
- 第15普通科連隊（善通寺駐屯地）第14旅団：3個普通科中隊基幹。2018年3月27日、第15即応機動連隊に改編。
- 第22普通科連隊（多賀城駐屯地）第6師団：4個普通科中隊、1個重迫撃砲中隊基幹。2019年3月26日、第22即応機動連隊に改編。
- 第42普通科連隊（北熊本駐屯地）第8師団：4個普通科中隊、1個重迫撃砲中隊基幹。2018年3月27日、第42即応機動連隊に改編。

### 廃止された普通科連隊の一覧
- 第9普通科連隊（旭川駐屯地）第2師団：4個普通科中隊、1個重迫撃砲中隊基幹。1995年3月廃止。1個中隊程度の人員を第26普通科連隊第4普通科中隊に改編。
- 第23普通科連隊（東千歳駐屯地）第7師団：4個普通科中隊、1個重迫撃砲中隊基幹。1981年3月25日廃止。
- 第29普通科連隊（倶知安駐屯地）第11師団：4個普通科中隊、1個重迫撃砲中隊基幹。1996年3月廃止。一部を第28普通科連隊第4普通科中隊に改編。
- 第45普通科連隊（大久保駐屯地）第3師団：4個普通科中隊、1個重迫撃砲中隊基幹。1994年3月廃止。
- 西部方面普通科連隊（相浦駐屯地）西部方面隊直轄：3個普通科中隊基幹。2018年3月26日廃止。第1水陸機動連隊に改編。

### 西部方面普通科連隊
西部方面普通科連隊（せいぶほうめんふつうかれんたい）は、陸上自衛隊相浦駐屯地に駐屯していた西部方面隊直轄の普通科部隊で2018年（平成30年）3月26日に廃止され、第1水陸機動連隊に改編された。
- 創設　　：2002年（平成14年）3月27日
- 編成地　：相浦駐屯地
- 編成　　：
  - 西部方面普通科連隊本部
  - 本部管理中隊「西方普-本」（約60名）
  - 第1普通科中隊「西方普-1」（約200名）
    - 中隊本部
    - 第1小銃小隊
    - 第2小銃小隊
    - 第3小銃小隊
    - 対戦車小隊：中距離多目的誘導弾
    - 迫撃砲小隊：81ミリ迫撃砲
    - 重迫撃砲小隊：120ミリ迫撃砲

  - 第2普通科中隊「西方普-2」（約200名）
    - 第1普通科中隊と同一編成

  - 第3普通科中隊「西方普-3」（約200名）
    - 第1普通科中隊と同一編成
- 上級部隊：西部方面隊直轄
- 支援部隊：西部方面後方支援隊第301普通科直接支援隊
- 廃止　　：2018年（平成30年）3月26日
- 廃止地　：相浦駐屯地
- 後継部隊：第1水陸機動連隊
- 備考　　：普通科中隊の小銃小隊はレンジャー特技者で編成される小隊を1個含む。

## 普通科群
普通科群（ふつうかぐん）は、陸上自衛隊習志野駐屯地（千葉県船橋市）に駐屯していた第1空挺団隷下の普通科部隊で2004年（平成16年）3月28日に廃止され、3個普通科大隊に改編された。
- 改編部隊：第101空挺大隊の一部
- 創設　　：1958年（昭和33年）6月25日
- 編成地　：習志野駐屯地
- 部隊長　：1等陸佐（二）
- 隊旗　　：白の群旗
- 編成　　：
  - 普通科群本部
  - 普通科群本部中隊
  - 第1普通科中隊
  - 第2普通科中隊
  - 第3普通科中隊
  - 第4普通科中隊
- 上級部隊：第1空挺団
- 支援部隊：

1. 第1空挺団管理中隊等：
2. 第1空挺団後方支援隊：2002年（平成14年）3月27日から

- 廃止　　：2004年（平成16年）3月28日
- 廃止地　：習志野駐屯地
- 後継部隊：第1空挺団の3個普通科大隊

## 普通科大隊
普通科大隊（ふつうかだいたい）は、第1空挺団隷下の普通科部隊である。第1から第3まで普通科大隊が編成されている。また、陸上自衛隊の創隊当時の普通科連隊は、隷下に普通科大隊を有していた。
第1空挺団隷下の普通科大隊の一覧
- 第1普通科大隊（習志野駐屯地）第1空挺団
- 第2普通科大隊（習志野駐屯地）第1空挺団
- 第3普通科大隊（習志野駐屯地）第1空挺団

普通科連隊隷下の普通科大隊

## 方面対舟艇対戦車隊
方面対舟艇対戦車隊（ほうめんたいしゅうていたいせんしゃたい）は、対舟艇対戦車誘導弾等で戦車、装甲車、舟艇などの撃破を行う部隊である。隊長は2等陸佐が充てられ、隊旗は赤の大隊旗を使用する。
方面対舟艇対戦車隊の一覧
- 北部方面対舟艇対戦車隊（倶知安駐屯地）北部方面隊直轄
- 西部方面対舟艇対戦車隊（玖珠駐屯地）第8師団隷属

詳細は、「北部方面対舟艇対戦車隊」、「西部方面対舟艇対戦車隊」を参照。

## 師団対戦車隊
師団対戦車隊（しだんたいせんしゃたい）は、陸上自衛隊の師団隷下に編成されていた対戦車誘導弾等で戦車、装甲車、舟艇などの撃破を行う部隊である。隊長は2等陸佐が充てられ、隊旗は赤の大隊旗を使用していた。
師団対戦車隊の一覧
- 第1対戦車隊（板妻駐屯地）第1師団：2002年（平成14年）3月廃止。
- 第2対戦車隊（上富良野駐屯地）第2師団：1995年（平成7年）3月廃止。
- 第3対戦車隊（大津駐屯地）第3師団：1994年（平成6年）3月廃止。
- 第4対戦車隊（玖珠駐屯地）第4師団：2002年（平成14年）3月26日廃止。
- 第5対戦車隊（鹿追駐屯地）第5師団：2004年（平成16年）3月廃止。
- 第6対戦車隊（大和駐屯地）第6師団：1999年（平成11年）3月28日廃止。
- 第8対戦車隊（北熊本駐屯地）第8師団：1996年（平成8年）3月28日廃止。
- 第9対戦車隊（八戸駐屯地）第9師団：2010年（平成22年）3月25日廃止。
- 第10対戦車隊（春日井駐屯地）第10師団：2004年（平成16年）3月28日廃止。
- 第11対戦車隊 （倶知安駐屯地）第11師団：2008年（平成20年）3月25日廃止。
- 第12対戦車隊（新町駐屯地）第12師団：2001年（平成13年）3月26日廃止。
- 第13対戦車隊（出雲駐屯地）第13師団：1999年（平成11年）3月28日廃止。

## 師団対舟艇対戦車隊
師団対舟艇対戦車隊（しだんたいしゅうていたいせんしゃたい）は、陸上自衛隊第4師団に隷下編成されていた対舟艇対戦車誘導弾等で戦車、装甲車、舟艇などの撃破を行う部隊である。隊長は2等陸佐が充てられ、隊旗は赤の大隊旗を使用していた。
- 第4対舟艇対戦車隊（玖珠駐屯地）第4師団：2002年（平成14年）3月27日廃止。

## 普通科中隊

### 独立普通科中隊
独立普通科中隊（どくりつふつうかちゅうたい）は、陸上自衛隊第1混成群隷下に編成されていた普通科部隊で第301と第302の2個中隊が1973年（昭和48年）10月16日から2010年（平成22年）3月25日の間、那覇駐屯地に駐屯していた。第1混成団の第15旅団への改編に伴い廃止された。
独立普通科中隊の一覧
- 第301普通科中隊「1混群-301普」（那覇駐屯地）第1混成群
- 第302普通科中隊「1混群-302普」（那覇駐屯地）第1混成群

独立普通科中隊の概要
第301普通科中隊（だいサンマルイチふつうかちゅうたい）は、陸上自衛隊那覇駐屯地に駐屯していた第1混成群隷下の普通科部隊で2010年（平成22年）3月25日に廃止された。
- 創設　　：1973年（昭和48年）10月16日
- 編成地　：那覇駐屯地
- 部隊長　：3等陸佐
- 部隊旗　：赤の中隊旗（甲）
- 車両表示：1混群-301普
- 上級部隊：第1混成群
- 支援部隊：第101後方支援隊
- 廃止　　：2010年（平成22年）3月25日
- 廃止地　：那覇駐屯地
- 後継部隊：第51普通科連隊の普通科中隊の一部（普通科中隊等）

第302普通科中隊（だいサンマルニふつうかちゅうたい）は、陸上自衛隊那覇駐屯地に駐屯していた第1混成群隷下の普通科部隊で2010年（平成22年）3月25日に廃止された。
- 創設　　：1973年（昭和48年）10月16日
- 編成地　：那覇駐屯地
- 部隊長　：3等陸佐
- 部隊旗　：赤の中隊旗（甲）
- 車両表示：1混群-302普
- 上級部隊：第1混成群
- 支援部隊：第101後方支援隊
- 廃止　　：2010年（平成22年）3月25日
- 廃止地　：那覇駐屯地
- 後継部隊：第51普通科連隊の普通科中隊の一部（普通科中隊等）

### 普通科連隊隷下の普通科中隊
普通科連隊隷下の普通科中隊（ふつうかれんたいれいかのふつうかちゅうたい）は、3個の小銃小隊、1個の迫撃砲小隊からなる普通科部隊である。一部の普通科中隊は対戦車小隊を有する。
装備車両に差異があり、装甲戦闘車、装甲車、装輪装甲車、軽装甲機動車、高機動車等を装備する中隊があり、機械化、自動車化されている。

### 普通科大隊隷下の普通科中隊
普通科大隊隷下の普通科中隊の一覧
- 第1普通科大隊第1普通科中隊「空挺団-1普1」（習志野駐屯地）第1普通科大隊
- 第1普通科大隊第2普通科中隊「空挺団-1普2」（習志野駐屯地）第1普通科大隊
- 第1普通科大隊第3普通科中隊「空挺団-1普3」（習志野駐屯地）第1普通科大隊
- 第2普通科大隊第4普通科中隊「空挺団-2普4」（習志野駐屯地）第2普通科大隊
- 第2普通科大隊第5普通科中隊「空挺団-2普5」（習志野駐屯地）第2普通科大隊
- 第2普通科大隊第6普通科中隊「空挺団-2普6」（習志野駐屯地）第2普通科大隊
- 第3普通科大隊第7普通科中隊「空挺団-3普7」（習志野駐屯地）第3普通科大隊
- 第3普通科大隊第8普通科中隊「空挺団-3普8」（習志野駐屯地）第3普通科大隊
- 第3普通科大隊第9普通科中隊「空挺団-3普9」（習志野駐屯地）第3普通科大隊

### 警備隊隷下の普通科中隊
4個小銃小隊を基幹としており、中隊としての規模は普通科連隊隷下の普通科中隊より増強されている。
警備隊隷下の普通科中隊の一覧
- 対馬警備隊普通科中隊「対馬警-普」（対馬駐屯地）第4師団
- 奄美警備隊普通科中隊「奄美警-普」（瀬戸内分屯地）第8師団
- 宮古警備隊普通科中隊「宮古警-普」（宮古島駐屯地）第15旅団
- 八重山警備隊普通科中隊「八重山警-普」（石垣駐屯地）第15旅団

警備隊隷下の普通科中隊の編成の例
- 中隊本部
- 第1小銃小隊：軽装甲機動車
- 第2小銃小隊：軽装甲機動車
- 第3小銃小隊：軽装甲機動車
- 第4小銃小隊：軽装甲機動車
- 迫撃砲小隊：L16 81mm 迫撃砲
- 狙撃班：対人狙撃銃

警備隊隷下の普通科中隊の部隊配置
- 第4師団
  - 対馬警備隊
    - 普通科中隊「対馬警-普」（対馬駐屯地）
- 第8師団
  - 奄美警備隊
    - 普通科中隊「奄美警-普」（瀬戸内分屯地）
- 第15旅団
  - 宮古警備隊
    - 普通科中隊「宮古警-普」（宮古島駐屯地）
- 第15旅団
  - 八重山警備隊
    - 普通科中隊「八重山警-普」（石垣駐屯地）

警備隊隷下の普通科中隊の概要
対馬警備隊普通科中隊（つしまけいびたいふつうかちゅうたい）は、陸上自衛隊対馬駐屯地（長崎県 対馬市）に駐屯する第4師団対馬警備隊隷下の普通科部隊である。
- 創設　　：1980年（昭和55年）3月25日
- 編成地　：対馬駐屯地
- 部隊長　：3等陸佐
- 部隊旗　：赤の中隊旗（甲）
- 車両表示：対馬警-普
- 編制　　：
  - 中隊本部
  - 第1小銃小隊
  - 第2小銃小隊
  - 第3小銃小隊
  - 迫撃砲小隊
  - 狙撃班
- 上級部隊：対馬警備隊
- 支援部隊：対馬警備隊後方支援隊
- 備考　　：

奄美警備隊普通科中隊（あまみけいびたいふつうかちゅうたい）は、陸上自衛隊瀬戸内分屯地（鹿児島県 大島郡 瀬戸内町）に駐屯する第8師団奄美警備隊隷下の普通科部隊である。普通科中隊長は、瀬戸内分屯地司令を兼務する。
- 創設　　：2019年（平成31年）3月26日
- 編成地　：対馬駐屯地
- 部隊長　：3等陸佐
- 部隊旗　：赤の中隊旗（甲）
- 車両表示：奄美警-普
- 編制　　：
  - 中隊本部
  - 第1小銃小隊
  - 第2小銃小隊
  - 第3小銃小隊
  - 迫撃砲小隊
  - 狙撃班
- 上級部隊：奄美警備隊
- 支援部隊：奄美警備隊後方支援隊
- 備考　　：

宮古警備隊普通科中隊（みやこけいびたいふつうかちゅうたい）は、陸上自衛隊宮古島駐屯地（沖縄県 宮古島市）に駐屯する第15旅団宮古警備隊隷下の普通科部隊である。
- 創設　　：2019年（平成31年）3月26日
- 編成地　：宮古島駐屯地
- 部隊長　：3等陸佐
- 部隊旗　：赤の中隊旗（甲）
- 車両表示：宮古警-普
- 編制　　：
  - 中隊本部
  - 第1小銃小隊
  - 第2小銃小隊
  - 第3小銃小隊
  - 迫撃砲小隊
  - 狙撃班
- 上級部隊：宮古警備隊
- 支援部隊：宮古警備隊後方支援隊
- 備考　　：

八重山警備隊普通科中隊（やえやまけいびたいふつうかちゅうたい）は、陸上自衛隊石垣駐屯地（沖縄県 石垣市）に駐屯する第15旅団八重山警備隊隷下の普通科部隊である。
- 創設　　：2023年（令和5年）3月16日
- 編成地　：石垣駐屯地
- 部隊長　：3等陸佐
- 部隊旗　：赤の中隊旗（甲）
- 車両表示：八重山警-普
- 編制　　：
  - 中隊本部
  - 第1小銃小隊
  - 第2小銃小隊
  - 第3小銃小隊
  - 迫撃砲小隊
  - 狙撃班
- 上級部隊：八重山警備隊
- 支援部隊：八重山警備隊後方支援隊
- 備考　　：

### 評価支援隊隷下の普通科中隊
- 富士学校
  - 部隊訓練評価隊
    - 評価支援隊
      - 第1普通科中隊「評支-1」（滝ヶ原駐屯地）
      - 第2普通科中隊「評支-2」（滝ヶ原駐屯地）

## 師団対舟艇対戦車中隊
師団対舟艇対戦車中隊（しだんたいしゅうていたいせんしゃちゅうたい）は、対舟艇対戦車誘導弾等で戦車、装甲車、舟艇などの撃破を行う部隊である。隊長は3等陸佐が充てられ、隊旗は赤の中隊旗（甲）を使用する。
- 第2対舟艇対戦車中隊（上富良野駐屯地）第2師団
- 第5対舟艇対戦車中隊（帯広駐屯地）第5旅団：2011年（平成23年）4月21日廃止。

## 対戦車中隊

### 旅団対戦車中隊
旅団対戦車中隊（りょだんたいせんしゃちゅうたい）は、対戦車誘導弾等で戦車、装甲車、舟艇などの撃破を行う部隊である。隊長は3等陸佐が充てられ、隊旗は赤の中隊旗（甲）を使用する。
旅団対戦車中隊の一覧
- 第12対戦車中隊（新町駐屯地）第12旅団：2023年（令和5年）3月15日廃止。
- 第13対戦車中隊（出雲駐屯地）第13旅団：2008年（平成20年）3月26日廃止。

### 普通科連隊隷下の対戦車中隊
普通科連隊隷下の対戦車中隊（ふつうかれんたいれいかのたいせんしゃちゅうたい）は、対戦車誘導弾等で戦車、装甲車、舟艇などの撃破を行う部隊である。隊長は3等陸佐が充てられ、隊旗は赤の中隊旗（甲）を使用する。

### 水陸機動連隊隷下の対戦車中隊
水陸機動連隊隷下の対戦車中隊（すいりくきどうれんたいのたいせんしゃちゅうたい）は、対戦車誘導弾等で戦車、装甲車、舟艇などの撃破を行う部隊である。隊長は3等陸佐が充てられ、隊旗は赤の中隊旗（甲）を使用する。

## 迫撃砲中隊
迫撃砲中隊（はくげきほうちゅうたい）は、普通科大隊隷下に編成されていた普通科部隊で迫撃砲を装備・運用する火力戦闘部隊で2008年（平成20年）3月26日に廃止され普通科大隊の普通科中隊に迫撃砲小隊として分割、配属された。
普通科大隊隷下の迫撃砲中隊の一覧
- 第1普通科大隊迫撃砲中隊（習志野駐屯地）第1普通科大隊
- 第2普通科大隊迫撃砲中隊（習志野駐屯地）第2普通科大隊
- 第3普通科大隊迫撃砲中隊（習志野駐屯地）第3普通科大隊

## 重迫撃砲中隊
重迫撃砲中隊（じゅうはくげきほうちゅうたい）は、普通科連隊隷下に編成される普通科部隊で重迫撃砲を装備・運用する火力戦闘部隊である。第1混成群編成時は、独立した重迫撃砲中隊が編成されていた。

### 普通科連隊隷下の重迫撃砲中隊
普通科連隊隷下の重迫撃砲中隊（ふつうかれんたいれいかのじゅうはくげきほうちゅうたい）は、普通科連隊隷下に編成される普通科部隊である。

### 独立重迫撃砲中隊
独立重迫撃砲中隊（どくりつじゅうはくげきほうちゅうたい）は、第1混成群隷下に編成されていた普通科部隊で第301重迫撃砲中隊が1973年（昭和48年）10月16日から2010年（平成22年）3月25日の間、那覇駐屯地に駐屯していた。第1混成団の第15旅団への改編に伴い廃止された。
独立重迫撃砲中隊の一覧
- 第301重迫撃砲中隊「1混群-301重迫」（那覇駐屯地）第1混成群

独立重迫撃砲中隊の概要
第301重迫撃砲中隊（だいサンマルイチじゅうはくげきほうちゅうたい）は、陸上自衛隊那覇駐屯地に駐屯していた第1混成群隷下の普通科部隊で2010年（平成22年）3月25日に廃止された。
- 車両表示：1混群-301重迫
- 上級部隊：第1混成群
- 支援部隊：第101後方支援隊
- 廃止　　：2010年（平成22年）3月25日
- 廃止地　：那覇駐屯地
- 後継部隊：第51普通科連隊の普通科中隊の一部（本部管理中隊重迫撃砲小隊等）

普通科連隊隷下の重迫撃砲中隊

## 一覧
- 富士学校普通科部

廃止された編制
- 対戦車中隊（水陸機動連隊除く）

## 編成歴
1951年（昭和26年）5月1日新編
第1連隊から第12連隊の新編。
- 第1連隊（久里浜駐屯地）第1管区隊
  - 連隊本部、、本部中隊、直轄中隊（久里浜駐屯地）
  - 第1大隊（久里浜駐屯地）
  - 第2大隊（久里浜駐屯地）
  - 第3大隊（豊川駐屯地）
- 第2連隊（松本駐屯地）第1管区隊
  - 連隊本部、本部中隊（松本駐屯地）
  - 第1大隊（松本駐屯地）
  - 第2大隊（松本駐屯地）
  - 第3大隊
- 第3連隊（高田駐屯地）第1管区隊
  - 連隊本部、本部中隊（高田駐屯地）
  - 第1大隊
  - 第2大隊
  - 第3大隊：欠
- 第4連隊（帯広駐屯地）第2管区隊
  - 連隊本部、本部中隊（帯広駐屯地）
  - 第1大隊（帯広駐屯地）
  - 第2大隊（帯広駐屯地）
  - 第3大隊（遠軽駐屯地）：本部中隊、第9、10、11、12、13、14中隊
- 第5連隊（金沢駐屯地）第1管区隊
  - 連隊本部、本部中隊（金沢駐屯地）
  - 第1大隊（金沢駐屯地）
  - 第2大隊（金沢駐屯地）
  - 第3大隊（函館駐屯地）
- 第6連隊（宇都宮駐屯地）第1管区隊
  - 連隊本部、本部中隊（宇都宮駐屯地）
  - 第1大隊（宇都宮駐屯地）
  - 第2大隊（宇都宮駐屯地）
  - 第3大隊（船岡駐屯地）
- 第7連隊（水島駐屯地）第3管区隊
  - 連隊本部、本部中隊（水島駐屯地）
  - 第1大隊（水島駐屯地）
  - 第2大隊（福山駐屯地）
  - 第3大隊（舞鶴駐屯地）
  - 第14中隊（舞鶴駐屯地）：特車中隊
- 第8連隊（広島県呉市広）第3管区隊
  - 連隊本部、本部中隊（広島県呉市広）
  - 第1大隊（広島県呉市広）
  - 第2大隊（海田市駐屯地）
  - 第3大隊（米子駐屯地）
- 第9連隊（善通寺駐屯地）第3管区隊
  - 連隊本部、本部中隊（善通寺駐屯地）
  - 第1大隊（善通寺駐屯地）
  - 第2大隊（善通寺駐屯地）
  - 第3大隊（松山駐屯地）
- 第10連隊（福岡駐屯地）第4管区隊
  - 連隊本部、本部中隊（福岡駐屯地）
  - 第1大隊（福岡駐屯地）
  - 第2大隊（福岡駐屯地）
  - 第3大隊（針尾駐屯地）
- 第11連隊（小月駐屯地）第4管区隊
  - 連隊本部、本部中隊（小月駐屯地）
  - 第1大隊（小月駐屯地）
  - 第2大隊（曾根駐屯地）
  - 第3大隊（中津駐屯地）
- 第12連隊（鹿屋駐屯地）第4管区隊
  - 連隊本部、本部中隊（鹿屋駐屯地）
  - 第1大隊（鹿屋駐屯地）
  - 第2大隊（鹿屋駐屯地）
  - 第3大隊（熊本駐屯地）

1952年（昭和27年）1月19日部隊改編
- 第6連隊第3大隊（久里浜駐屯地）：第1連隊第2大隊を称号変更。
- 第1連隊第2大隊（新町駐屯地）：第2連隊第3大隊を称号変更。
- 第2連隊に第3連隊第3大隊（金沢駐屯地）を編入。
- 第6連隊本部（高田駐屯地）：第3連隊本部を称号変更。
- 第3連隊第1大隊が第3大隊に、
- 第2大隊が第62連隊第2大隊に改称。
- 第3連隊（宇都宮駐屯地）：第6連隊（連隊本部・第1大隊・第2大隊）を称号変更。

1953年（昭和28年）3月28日
- 第2連隊連隊本部、直轄中隊および第2大隊が松本駐屯地から高田駐屯地へ移駐。

1953年（昭和28年）5月21日
- 第2連隊第3大隊が金沢駐屯地から新発田駐屯地に移駐。

1953年（昭和28年）10月18日移駐
- 第1連隊第3大隊（福島駐屯地）：豊川駐屯地から移駐。

1954年（昭和29年）7月1日新編
陸上自衛隊の普通科連隊の新編。
- 第1普通科連隊（練馬駐屯地）第1管区隊：第1連隊を称号変更。
  - 連隊本部、、本部中隊、直轄中隊（練馬駐屯地）
  - 第1大隊（練馬駐屯地）
  - 第2大隊（新町駐屯地）
  - 第3大隊（福島駐屯地）
- 第2普通科連隊（高田駐屯地）第1管区隊：第2連隊を称号変更。
  - 連隊本部、、本部中隊、直轄中隊（高田駐屯地）
  - 第1大隊（松本駐屯地）
  - 第2大隊（高田駐屯地）
  - 第3大隊（新発田駐屯地）
- 第3普通科連隊（名寄駐屯地）第2管区隊：第3連隊を称号変更。
- 第4普通科連隊（帯広駐屯地）第2管区隊：第4連隊を称号変更。
- 第5普通科連隊（青森駐屯地）第1管区隊：第5連隊を称号変更。
- 第6普通科連隊（美幌駐屯地）第2管区隊：第6連隊を称号変更。
- 第7普通科連隊（福知山駐屯地）第3管区隊：第7連隊を称号変更。
- 第8普通科連隊（海田市駐屯地）第3管区隊：第8連隊を称号変更。
- 第9普通科連隊（善通寺駐屯地）第3管区隊：第9連隊を称号変更。
- 第10普通科連隊（大村駐屯地）第4管区隊：第10連隊を称号変更。
- 第11普通科連隊（小月駐屯地）第4管区隊：第11連隊を称号変更。
- 第12普通科連隊（鹿屋駐屯地）第4管区隊：第12連隊を称号変更。

1954年（昭和29年）8月10日新編
- 第16普通科連隊（大村駐屯地）第4管区隊
  - 連隊本部、本部中隊（大村駐屯地）
  - 第1大隊（大村駐屯地）
  - 第2大隊（熊本駐屯地）
  - 第3大隊（前川原駐屯地）

1954年（昭和29年）8月25日新編
- 第18普通科連隊（北千歳駐屯地）
  - 第18普通科連隊本部、本部中隊（北千歳駐屯地）
  - 第1大隊：欠
  - 第2大隊
  - 第3大隊

1954年（昭和29年）8月29日異動（移駐・部隊異動）
- 第1普通科連隊第3大隊（福島駐屯地）（千歳駐屯地（現・北千歳駐屯地））：第18普通科連隊に編入。

1954年（昭和29年）9月10日新編
- 第15普通科連隊（善通寺駐屯地）第3管区隊：第9普通科連隊第2大隊を基幹に新編。
  - 第15普通科連隊本部、本部中隊（善通寺駐屯地）
  - 第1大隊
  - 第2大隊
  - 第3大隊
- 第17普通科連隊（小月駐屯地）第4管区隊
  - 第17普通科連隊本部、本部中隊（小月駐屯地）
  - 第1大隊（小月駐屯地）
  - 第2大隊（曾根駐屯地）
  - 第3大隊

1954年（昭和29年）9月25日新編
- 第13普通科連隊（松本駐屯地）第1管区隊：第2普通科連隊第1大隊を基幹に新編。
  - 第13普通科連隊本部、本部中隊（松本駐屯地）
  - 第1大隊
  - 第2大隊
  - 第3大隊：欠
- 第14普通科連隊（水島駐屯地）
  - 第14普通科連隊本部、本部中隊（水島駐屯地）
  - 第1大隊（水島駐屯地）
  - 第2大隊（出雲駐屯地）
  - 第3大隊（久居駐屯地）

- 第18普通科連隊第1大隊（真駒内駐屯地）

1954年（昭和29年）10月5日新編
- 第1普通科連隊第3大隊

1954年（昭和29年）10月30日移駐
- 第18普通科連隊（真駒内駐屯地）：千歳駐屯地から移駐。

1955年（昭和30年）8月31日新編
- 空挺教育隊（習志野駐屯地）

1956年（昭和31年）1月25日新編
- 第19普通科連隊（福岡駐屯地）第4管区隊
  - 本部、本部中隊（福岡駐屯地）
  - 第1大隊
  - 第2大隊
  - 第3大隊
- 第20普通科連隊（青森駐屯地）
  - 連隊本部、本部中隊および直轄中隊（青森駐屯地）
  - 第1大隊（青森駐屯地）
  - 第2大隊（青森駐屯地）
  - 第3大隊（秋田駐屯地）
- 普通科教導連隊（富士駐屯地）：第13普通科連隊第3大隊を基幹としてで新編。
  - 連隊本部、本部管理中隊（富士駐屯地）
  - 管理中隊（富士駐屯地）
  - 第1大隊（富士駐屯地）
  - 第2大隊（富士駐屯地）
  - 重迫撃砲中隊（富士駐屯地）
- 第101空挺大隊（習志野駐屯地）空挺教育隊

1957年（昭和32年）2月1日新編
- 第21普通科連隊（高田駐屯地）第6管区隊
  - 連隊本部、本部中隊（高田駐屯地）
  - 第1大隊（高田駐屯地）
  - 第2大隊（高田駐屯地）
  - 第3大隊（新発田駐屯地）

1958年（昭和33年）6月17日新編
- 第22普通科連隊（南仙台駐屯地）
  - 第22普通科連隊本部、本部中隊（南仙台駐屯地）
  - 第1大隊（南仙台駐屯地）
  - 第2大隊（南仙台駐屯地）
  - 第3大隊（南仙台駐屯地）

1958年（昭和33年）6月24日廃編
- 第101空挺大隊（習志野駐屯地）空挺教育隊

1958年（昭和33年）6月25日新編
- 第1空挺団普通科群（習志野駐屯地）第1空挺団
  - 普通科群本部
  - 普通科群本部中隊
  - 第1普通科中隊
  - 第2普通科中隊
  - 第3普通科中隊
- 第1空挺団無反動砲隊（習志野駐屯地）第1空挺団

1961年（昭和36年）2月28日改編
- 第11普通科連隊（東千歳駐屯地）第7混成団：機械化連隊として再編成。
  - 第11普通科連隊本部、本部管理中隊、4個普通科中隊および迫撃砲隊
- 第23普通科連隊（東千歳駐屯地）第7混成団
  - 第23普通科連隊本部、本部管理中隊、4個普通科中隊および迫撃砲隊
- 第24普通科連隊（真駒内駐屯地）第7混成団
  - 第24普通科連隊本部、本部管理中隊、4個普通科中隊および迫撃砲隊

### 1962年 師団への改編
師団への改編に伴い、普通科連隊を6個中隊編制（本部管理中隊、4個普通科中隊および重迫撃砲中隊）に改編。
- 1962年（昭和37年）
  - 1月18日：

  1. 第25普通科連隊が第6普通科連隊第2大隊を基幹として遠軽駐屯地で新編され、第2師団に隷属。
  2. 第26普通科連隊が第10普通科連隊第1大隊を基幹として留萌駐屯地で新編。第2師団に隷属。
  3. 第27普通科連隊が第4普通科連隊第3大隊を基幹として釧路駐屯地で新編。第5師団に隷属。
  4. 第28普通科連隊が第10普通科連隊第3大隊を基幹として滝川駐屯地で新編。第11師団に隷属。
  5. 第29普通科連隊が第18普通科連隊第2大隊を基幹として倶知安駐屯地で新編。第11師団に隷属。
  6. 第30普通科連隊が第2普通科連隊第3大隊を基幹として新発田駐屯地で新編。第12師団に隷属。
  7. 第31普通科連隊が第2普通科連隊第1大隊を基幹として習志野駐屯地で新編。第1師団に隷属。
  8. 第32普通科連隊が第1普通科連隊第2大隊を基幹として市ヶ谷駐屯地で新編。第1師団に隷属。
  9. 第33普通科連隊が第14普通科連隊第3大隊を基幹として久居駐屯地で新編。第10師団に隷属。
  10. 第34普通科連隊が第13普通科連隊第3大隊を基幹として新町駐屯地で新編。第1師団に隷属。
  11. 第35普通科連隊が第14普通科連隊第2大隊を基幹として守山駐屯地で新編。第10師団に隷属
  12. 第36普通科連隊が第7普通科連隊第2大隊を基幹として伊丹駐屯地で新編。第3師団に隷属。
  13. 第37普通科連隊が第7普通科連隊第3大隊を基幹として信太山駐屯地で新編。第3師団に隷属。
  14. 第1対戦車隊を新編。第1師団に隷属。
  15. 第2対戦車隊を上富良野駐屯地で新編。第2師団に隷属。
  16. 第3対戦車隊を大津駐屯地で新編。第3師団に隷属。
  17. 第5対戦車隊を鹿追駐屯地で新編。第5師団に隷属。
  18. 第10対戦車隊を旧岐阜駐屯地で新編。第10師団に隷属。
  19. 第11対戦車隊を真駒内駐屯地で新編。第11師団に隷属。
  20. 第12対戦車隊を新町駐屯地で新編。第12師団に隷属。
  21. 第13対戦車隊を出雲駐屯地で新編。第13師団に隷属

  - 8月15日：

  1. 第38普通科連隊が第5普通科連隊の一部を基幹として八戸駐屯地で新編。第9師団に隷属。
  2. 第39普通科連隊が第5普通科連隊の一部を基幹として八戸駐屯地で新編。第9師団に隷属。
  3. 第40普通科連隊が第19普通科連隊第2大隊を基幹として小倉駐屯地で新編。第4師団に隷属。
  4. 第41普通科連隊が第17普通科連隊第2大隊を基幹として別府駐屯地で新編。第4師団に隷属。
  5. 第42普通科連隊が第12普通科連隊第4大隊（北熊本駐屯地）を基幹として北熊本駐屯地で新編。第８師団に隷属。
  6. 第43普通科連隊が第12普通科連隊第2大隊（都城駐屯地）を基幹として都城駐屯地で新編。第8師団に隷属。
  7. 第4対戦車隊を湯布院駐屯地で新編。第4師団に隷属。
  8. 第6対戦車隊を大和駐屯地で新編。第6師団に隷属。
  9. 第8対戦車隊を北熊本駐屯地で新編。第８師団に隷属。
  10. 第9対戦車隊を岩手駐屯地で新編。第9師団に隷属。
- 1968年（昭和43年）8月1日：第1空挺団対戦車隊が無反動砲隊を基幹として習志野駐屯地で新編。
- 1970年（昭和45年）3月10日：第3師団、第6師団、第13師団の甲編成化による連隊新編

1. 第44普通科連隊が福島駐屯地で新編。第6師団に隷属。
2. 第45普通科連隊が大久保駐屯地で新編。第3師団に隷属。
3. 第46普通科連隊が善通寺駐屯地で新編、海田市駐屯地へ移駐。第13師団に隷属。

- 1980年（昭和55年）3月25日：対馬警備隊（隊本部、本部中隊（情報小隊、通信小隊、施設作業小隊）、普通科中隊（3個小銃小隊、迫撃砲小隊）、後方支援隊）が対馬駐屯地で新編。
- 1981年（昭和56年）3月25日：第2混成団本部中隊対戦車小隊を善通寺駐屯地で新編。

- 1994年（平成6年）
  - 3月27日：第3師団の乙師団化改編

  1. 第45普通科連隊（大久保駐屯地）が廃止。
  2. 第3対戦車隊（大津駐屯地）が廃止。

  - 3月28日：

  1. 第7普通科連隊対戦車中隊を福知山駐屯地で新編。
  2. 第36普通科連隊対戦車中隊を伊丹駐屯地で新編。
  3. 第37普通科連隊対戦車中隊を信太山駐屯地で新編。
  4. 普通科教導連隊対戦車中隊を滝ヶ原駐屯地で新編。
- 1995年（平成7年）
  - 3月27日：第2師団の改編

  1. 第9普通科連隊（旭川駐屯地）が廃止。
  2. 第2対戦車隊（上富良野駐屯地）が廃止。

  - 3月28日：

  1. 第3普通科連隊対戦車中隊を名寄駐屯地で新編。
  2. 第25普通科連隊対戦車中隊を遠軽駐屯地で新編。
  3. 第26普通科連隊対戦車中隊を留萌駐屯地で新編。
- 1996年（平成8年）
  - 3月28日：第11師団の改編

  1. 第29普通科連隊（倶知安駐屯地）が廃止。
  2. 第8対戦車隊（北熊本駐屯地）が廃止。

  - 3月29日：

  1. 第12普通科連隊対戦車中隊を国分駐屯地で新編。
  2. 第24普通科連隊対戦車中隊をえびの駐屯地で新編。
  3. 第42普通科連隊対戦車中隊を北熊本駐屯地で新編。
  4. 第43普通科連隊対戦車中隊を都城駐屯地で新編。

### 1999年 一部師団の旅団化の開始
- 1999年（平成11年）
  - 3月28日：

  1. 第6対戦車隊（大和駐屯地）が廃止。
  2. 第13対戦車隊（出雲駐屯地）が廃止。

  - 3月29日：第13旅団の新編

  1. 第8普通科連隊が普通科連隊（軽）（4個中隊編成：本部管理中隊、3個普通科中隊）に改編。第13旅団に隷属。
  2. 第17普通科連隊が普通科連隊（軽）（4個中隊編成：本部管理中隊、3個普通科中隊）に改編。第13旅団に隷属。
  3. 第46普通科連隊が普通科連隊（軽）（4個中隊編成：本部管理中隊、3個普通科中隊）に改編。第13旅団に隷属。
  4. 第47普通科連隊（4個中隊編成：本部管理中隊、3個普通科中隊）が海田市駐屯地で即応予備自衛官を主体として構成される普通科連隊（軽）（コア部隊）として新編。第13旅団に隷属。
  5. 第20普通科連隊対戦車中隊（79式対舟艇対戦車誘導弾装備）を神町駐屯地で新編。
  6. 第22普通科連隊対戦車中隊（79式対舟艇対戦車誘導弾装備）を多賀城駐屯地で新編。
  7. 第44普通科連隊対戦車中隊（79式対舟艇対戦車誘導弾装備）を福島駐屯地で新編。
  8. 第13対戦車中隊を出雲駐屯地で新編。
- 2000年（平成12年）3月29日：富士教導団本部付隊対舟艇対戦車隊（96式多目的誘導弾システム装備）を富士駐屯地で新編。
- 2001年（平成13年）
  - 3月26日：第12対戦車隊（新町駐屯地）を廃止。
  - 3月27日：第12旅団の新編

  1. 第48普通科連隊（4個中隊編成：本部管理中隊、3個普通科中隊）が相馬原駐屯地で即応予備自衛官を主体として構成される普通科連隊（軽）（コア部隊）として新編。第12旅団に隷属。
  2. 第12対戦車中隊を新町駐屯地で新編。
- 2002年（平成14年）
  - 3月26日：

  1. 第1対戦車隊（板妻駐屯地）を廃止。
  2. 第4対戦車隊（玖珠駐屯地）を廃止。

  - 3月27日：

  1. 西部方面普通科連隊が相浦駐屯地で新編。西部方面隊に隷属。
  2. 第4対舟艇対戦車隊（96式多目的誘導弾システム装備）を玖珠駐屯地で新編。
- 2004年（平成16年）
  - 3月28日：第1空挺団の改編。

  1. 第1空挺団普通科群（習志野駐屯地）を廃止。
  2. 第1空挺団対戦車隊（習志野駐屯地）を廃止。2個対戦車小隊を3個の対戦車小隊に再編成し、翌日新編の各普通科大隊本部中隊隷下へ編入。

  - 3月29日：第10師団、第1空挺団の改編

  1. 第49普通科連隊（7個中隊編成：連隊本部、本部管理中隊、4個普通科中隊、重迫撃砲中隊および対戦車中隊）が豊川駐屯地で即応予備自衛官を主体としたコア部隊として新編。
  2. 第1普通科大隊（大隊本部、本部中隊、3個普通科中隊および迫撃砲中隊）を空挺普通科群第1普通科中隊、第4普通科中隊の一部、対戦車隊の一部を基幹として習志野駐屯地で新編。第1空挺団に隷属。
  3. 第2普通科大隊を空挺普通科群第2普通科中隊、第4普通科中隊の一部、対戦車隊の一部を基幹として習志野駐屯地で新編。第1空挺団に隷属。
  4. 第3普通科大隊を空挺普通科群第3普通科中隊、第4普通科中隊の一部、対戦車隊の一部を基幹として習志野駐屯地で新編。第1空挺団に隷属。

### 2006年 50番台の普通科連隊の登場
- 2006年（平成18年）3月27日：第14旅団の新編に伴い、第50普通科連隊（4個中隊編成：本部管理中隊、3個普通科中隊）が普通科連隊（軽）として善通寺駐屯地で新編。
- 2008年（平成20年）
  - 3月26日：

  1. 北部方面対舟艇対戦車隊が倶知安駐屯地で編成完結。北部方面隊に隷属。
  2. 中央即応連隊（連隊本部、本部管理中隊、3個普通科中隊）が宇都宮駐屯地で新編。中央即応集団に隷属。

- 2010年（平成22年）3月26日：第51普通科連隊（4個中隊編成：本部管理中隊、3個普通科中隊）が普通科連隊（軽）として那覇駐屯地で新編。第15旅団に隷属。
- 2011年（平成23年）4月22日：第52普通科連隊（連隊本部、本部管理中隊、第1普通科中隊）が普通科連隊（軽）として真駒内駐屯地で即応予備自衛官を主体としたコア部隊として新編。第2普通科中隊を旭川駐屯地に、第3普通科中隊を帯広駐屯地に配置。北部方面混成団隷下に隷属。
- 2013年（平成25年）
  - 3月25日：西部方面対舟艇対戦車隊を玖珠駐屯地で新編。平素第4師団に隷属。
- 2018年（平成30年） 
  - 3月26日：

  1. 第15普通科連隊（善通寺駐屯地）を廃止。翌日、第15即応機動連隊に改編。
  2. 第42普通科連隊（北熊本駐屯地）を廃止。翌日、第42即応機動連隊に改編。
  3. 西部方面普通科連隊（相浦駐屯地）を廃止。

  - 3月27日：

  1. 第1水陸機動連隊が西部方面普通科連隊を基幹として相浦駐屯地で新編され、水陸機動団に隷属。
  2. 第2水陸機動連隊が西部方面普通科連隊の一部を基幹として相浦駐屯地で新編され、水陸機動団に隷属。
- 2019年（平成31年）
  - 3月25日：

  1. 第10普通科連隊（滝川駐屯地）を廃止。翌日、第10即応機動連隊に改編。
  2. 第22普通科連隊（多賀城駐屯地）を廃止。翌日、第22即応機動連隊に改編。

  - 3月26日：

  1. 奄美警備隊（隊本部、1個普通科中隊および後方支援隊）が奄美駐屯地で新編され、第8師団に隷属。
  2. 宮古警備隊（隊本部、1個普通科中隊および後方支援隊）が宮古島駐屯地で新編され、第15旅団に隷属。
- 2022年（令和 4年）3月16日： 第3普通科連隊（名寄駐屯地）を廃止。翌日、第3即応機動連隊に改編。
- 2023年（令和 5年）
  - 3月15日： 第6普通科連隊（美幌駐屯地）を廃止。翌日、第6即応機動連隊に改編。
  - 3月16日：八重山警備隊（隊本部及び1個普通科中隊、後方支援隊）が石垣駐屯地で新編[2]され、第15旅団に隷属。
- 2024年（令和 6年）3月21日：第3水陸機動連隊が竹松駐屯地で新編[3][4]。され、水陸機動団に隷属。